# 2004年夏季残疾人奥林匹克运动会乌克兰代表团
2004年夏季残疾人奥林匹克运动会乌克兰代表团是乌克兰派出的2004年夏季残疾人奥林匹克运动会代表团。获得24枚金牌、12枚银牌和19枚铜牌。